# Roca Aso
La roca Aso, más conocida como Aso Rock, es un gran afloramiento rocoso que se encuentra en las afueras de la ciudad de Abuya, capital de Nigeria. Se trata de un monolito de 400 metros de altura, siendo uno de los referentes más importantes de dicha ciudad. Su origen se vincula con la erosión del agua. 

## Etimología
En lenguaje de los habitantes originarios del área, los Asokoro (ahora desplazados), la palabra "Aso" significa victorioso. En este sentido, los Asokoro serían "la gente de la victoria". 

## Ubicación
Como ya se dijo, el monolito se encuentra en las cercanías de la ciudad de Abuya. En torno al mismo se encuentra el complejo presidencial, la Asamblea Nacional, y la Corte Suprema de Nigeria. A su vez, gran parte de la ciudad se extiende hacia el sur de la roca. 

## Declaración de Aso Rock
En este sitio en el año 2003 se realizó la Declaración de Aso Rock, emitida por los Jefes de Gobierno de la Mancomunidad Británica de Naciones durante el encuentro que tuvo lugar en Abuya. En esta declaración se reafirmaron los principios de la Commonwealth como se detalla en la Declaración de Harare, pero establece la "promoción de la democracia y el desarrollo", como prioridades de la organización.